# Franz Remmel
Franz Karl Remmel (* 5. September 1931 in Periam, Königreich Rumänien; † 7. Mai 2019) war rumäniendeutscher Journalist, Ethnologe und Schriftsteller.

## Leben
Franz Remmel, Sohn des Sägereibesitzers und Holzwarenhändlers Franz Remmel senior und der Anna Antonia, geborene Jochmann, zog mit seiner Familie nach der Enteignung des väterlichen Betriebes unter der kommunistischen Herrschaft nach Siebenbürgen. Hier studierte er Pädagogik und Journalistik und war dort bis 1966 als Lehrer tätig. Danach war Remmel Kreiskorrespondent der Zeitung Neuer Weg in Hunedoara (deutsch Eisenmarkt) respektive Timișoara (deutsch Temeswar).
In seinen literarischen Werken griff Remmel abenteuerliche Ereignisse aus seiner Heimat auf oder führte den Leser in ferne Welten. Der Autor beschäftigte sich vor allem nach 1990 auch intensiv mit dem Leben der Roma-Minderheit in Rumänien und deren jüngerer Geschichte.

### Ehrungen
Für seine Tätigkeit in der Romaforschung wurden ihm mehrere Auszeichnungen zuteil:
- Ehrendiplom der Internationalen Forschungsgesellschaft für Romologie (Budapest, 2000),
- zwei Ehrendiplome des Königshauses Ioan Cioabă (2000 und 2007)
- „Ioan Cioabă“-Medaille (Hermannstadt/Sibiu, 2001)
- „Goldenes Ehrendiplom“ der Internationalen Wissenschaftlichen und Kulturellen Forschungsgesellschaft für Romologie (Budapest, 2010)
- Goldene Verdienstnadel der Republik Österreich (2007)[3]

Für sein Buch Nackte Füße auf steinigen Straßen. Zur Leidensgeschichte der rumänischen Roma erhielt Remmel Unterstützung durch die Friedrich-Ebert-Stiftung sowie vom Département für interethnische Beziehungen in Bukarest. Auch der Vorsitzende des Demokratischen Forum der Deutschen in Rumänien, Klaus Johannis, bewertete dieses Buch positiv. Am 7. März 2007 erhielt Franz Remmel für seine verdienstvolle Tätigkeit als Roma-Experte in Hunedoara vom österreichischen Botschafter Dr. Christian Zeileissen die Goldene Verdienstnadel der Republik Österreich. In seinen Büchern und Vorträgen habe er das Leben der Zigeuner geschildert und damit versucht, Klischees und Vorurteile abzubauen.

## Werke
- mit anderen: Verheissene Zukunft: ein Reportagenbuch über Hunedoara. Kriterion-Verlag, Bukarest 1974.
- Über alle sieben Meere. Albatros Verlag, Bukarest 1978.
- Karawanen auf der Todesstrasse. Albatros Verlag, Bukarest 1982.
- Der schwarze Pirat. Dacia Verlag, Cluj-Napoca 1984.
- Sterne, Sonne, Sand. Dacia Verlag, Cluj-Napoca 1987.
- Zwischen Wellen und Wind. Facla, Timișoara 1982.
- Safari. Dacia Verlag, Cluj-Napoca 1989, ISBN 973-35-0083-6.
- Im Zeichen der Schlange. Albatros Verlag, Bukarest 1989, ISBN 973-24-0077-3.
- Die Roma Rumäniens – Volk ohne Hinterland. Picus Verlag, Wien 1993, ISBN 3-85452-240-1.
- Wohin führt der Weg?: ein Mosaik zur rumänischen Romagesellschaft. Hermann & Alfred Arnold, 2002.
- Nackte Füße auf steinigen Straßen. Zur Leidensgeschichte der rumänischen Roma. Aldus-Verlag, Brașov (Kronstadt) 2003, ISBN 973-9314-85-6.
- Der Turm zu Babel: ein Mosaik zur rumänischen Romagesellschaft. InterGraf-Verlag, Reșița 2004, ISBN 973-87345-0-9.
- Alle Wunder dauern drei Tage. InterGraf-Verlag, Reșița 2005, ISBN 973-97258-9-9.
- Die rumänischen Roma: in Daten und Fakten. Banatul Montan Verlag, Reșița 2007, ISBN 978-973-88461-0-4.
- Botschaft und Illusion: Zeugnisse der Literatur der rumänischen Roma. Banatul Montan Verlag, Reșița 2007, ISBN 978-973-88077-2-3.
- Zigeunersitte – Zigeunerrecht. Traditionen im Alltag der rumänischen Roma. Banatul Montan Verlag, Reșița 2008.